# Pierluigi Cera
Pierluigi Cera (Legnago, 1941. február 25. –) világbajnoki ezüstérmes olasz labdarúgó, középpályás, hátvéd.

## Pályafutása

### Klubcsapatban
1957 és 1964 között a Verona labdarúgója volt. 1964 és 1973 között a Cagliari csapatában szerepelt, ahol egy bajnoki címet szerzett az együttessel (1969–70). 1973 és 1979 között a Cesena labdarúgója volt és itt fejezte be az aktív labdarúgást.

### A válogatottban
1969 és 1972 között 18 alkalommal szerepelt az olasz válogatottban. 1970-ben a mexikói világbajnokságon ezüstérmet szerzett a csapattal.

## Sikerei, díjai
Olaszország
- Világbajnokság
  - ezüstérmes: 1970, Mexikó

 Cagliari
- Olasz bajnokság (Serie A)
  - bajnok: 1969–70